# 13178 Catalan
A 13178 Catalan (ideiglenes jelöléssel 1996 HF18) a Naprendszer kisbolygóövében található aszteroida. Eric Walter Elst fedezte fel 1996. április 18-án.